# Wuhan
Wuhan (chinesisch 武漢市 / 武汉市, Pinyin Wǔhànⓘ Shì, kurz 漢 / 汉,  Hàn) ist die Hauptstadt der Provinz Hubei und eine der bevorrechtigten 15 provinzunmittelbaren Städte in der Volksrepublik China. In der Innenstadt – dem geografischen Stadtgebiet – leben 8.090.000 Menschen (Ende 2017) mit Hauptwohnsitz. Das gesamte Verwaltungsgebiet Wuhans hat 12.326.518 Einwohner (Stand 2020). Wie bei Städten in China heute üblich, stellt das knapp 8.500 km² große Verwaltungsgebiet kein zusammenhängendes urbanes Siedlungsgebiet dar. Trotzdem liegt die Bevölkerungsdichte mit 1.332,5 Ew./km² über denen von 30 der 83 (Stand 2023) deutschen Großstädte. Das innere Wuhan ist eine Zusammenlegung der drei ehemaligen Städte Wuchang (武昌,  Wǔchāng), Hankou (漢口 / 汉口,  Hànkǒu, früher oft nach der heute veralteten Transkription der chinesischen Post „Hankow“ oder „Hankau“ transliteriert) und Hanyang (漢陽 / 汉阳,  Hànyáng). Wuhan wird in China poetisch auch als „Stadt der Flüsse“ (江城,  Jiāngchéng) oder „Chicago des Ostens“ (東方芝加哥 / 东方芝加哥,  Dōngfāng Zhījiāgē) bezeichnet. Weltweite Aufmerksamkeit erlangte die Stadt 2020 durch die COVID-19-Pandemie, welche erstmals in Wuhan auftrat.

## Geographie

### Geographische Lage
Wuhan liegt in günstiger Mittelchinalage am Zusammenfluss des Jangtsekiang und des Han-Flusses (漢江 / 汉江, Hanjiang, Hanshui). Das ebene Stadtgebiet, welches von zahlreichen Seen geprägt ist, geht in südlicher Richtung in Hügelland über. Durch eine rasche Verstädterung sank die Zahl der Seen im Stadtgebiet von 127 in den 1980er Jahren auf etwa 30 im Jahr 2019. Aufgrund der geographischen Lage kommt es immer wieder zu Überschwemmungen in der Stadt.

### Administrative Gliederung
Die Stadt ist durch die zwei Flüsse in die drei ehemaligen Städte Wǔchāng (武昌), Hànkǒu (漢口 / 汉口) und Hànyáng (漢陽 / 汉阳) aufgeteilt. Hanyang und Wuchang sind als eigenständige Stadtbezirke (auf Kreisebene) erhalten geblieben. Hankou wurde hingegen in mehrere neue Stadtbezirke untergliedert. Heute setzt sich Wuhan aus insgesamt 13 Stadtbezirken zusammen. Diese sind (Stand: Ende 2019):
- Stadtbezirk Jiang’an (江岸區 / 江岸区), 64 km², 962.800 Einwohner, Sitz der Stadtregierung, Stadtzentrum;
- Stadtbezirk Jianghan (江漢區 / 江汉区), 33 km², 729.800 Einwohner;
- Stadtbezirk Qiaokou (礄口區 / 硚口区), 46 km², 868.900 Einwohner;
- Stadtbezirk Hanyang (漢陽區 / 汉阳区), 108 km², 670.000 Einwohner;
- Stadtbezirk Wuchang (武昌區 / 武昌区), 87 km², 1.285.400 Einwohner;
- Stadtbezirk Qingshan (青山區 / 青山区), 68 km², 529.000 Einwohner;
- Stadtbezirk Hongshan (洪山區 / 洪山区), 480 km², 1.712.900 Einwohner;
- Stadtbezirk Dongxihu (東西湖區 / 东西湖区), 439 km², 601.300 Einwohner;
- Stadtbezirk Hannan (漢南區 / 汉南区), 288 km², 136.000 Einwohner;
- Stadtbezirk Caidian (蔡甸區 / 蔡甸区), 1.108 km², 784.900 Einwohner;
- Stadtbezirk Jiangxia (江夏區 / 江夏区), 2.010 km², 987.000 Einwohner;
- Stadtbezirk Huangpi (黃陂區 / 黄陂区), 2.261 km², 1.028.000 Einwohner;
- Stadtbezirk Xinzhou (新洲區 / 新洲区), 1.500 km², 916.000 Einwohner.

### Klima
Wuhan liegt auf 30°33' nördlicher Breite und 114°17' östlicher Länge. In Wuhan herrscht ein feuchtes Subtropenklima mit einer Jahresdurchschnittstemperatur von 17,3 °C und einer Jahresniederschlagssumme von rund 1300 mm. Die Durchschnittstemperatur im Januar fällt auf 4,1 °C, während sie im Juli auf 29,2 °C steigt. Damit ist Wuhan im Sommer eine der heißesten und feuchtesten Städte Chinas. Alle zwölf Monate sind humid.
|                        | Jan   | Feb   | Mär  | Apr   | Mai   | Jun   | Jul   | Aug   | Sep  | Okt  | Nov  | Dez   |   |         |
| Mittl. Temperatur (°C) | 4,1   | 6,7   | 11,2 | 17,6  | 22,6  | 26,3  | 29,2  | 28,3  | 24,1 | 18,4 | 11,9 | 6,3   | ⌀ | 17,3    |
| Mittl. Tagesmax. (°C)  | 8,3   | 11,0  | 15,7 | 22,3  | 27,2  | 30,3  | 33,1  | 32,5  | 28,7 | 23,4 | 16,9 | 10,9  | ⌀ | 21,7    |
| Rekordmaximum (°C)     | 25,4  | 29,1  | 32,4 | 35,1  | 36,1  | 37,8  | 39,7  | 39,6  | 37,6 | 34,4 | 30,4 | 23,3  | ᐃ | 0       |
| Mittl. Tagesmin. (°C)  | 1,0   | 3,5   | 7,5  | 13,6  | 18,8  | 22,9  | 26,1  | 25,2  | 20,7 | 14,8 | 8,3  | 2,9   | ⌀ | 13,8    |
| Rekordminimum (°C)     | −18,1 | −14,8 | −5,0 | −0,3  | 7,2   | 13,0  | 17,3  | 16,4  | 10,1 | 1,3  | −7,1 | −10,1 | ᐁ | 0       |
|                        |       |       |      |       |       |       |       |       |      |      |      |       |   |         |
| Niederschlag (mm)      | 47,9  | 71,3  | 89,7 | 137,9 | 167,3 | 206,4 | 232,0 | 115,8 | 76,5 | 69,9 | 58,9 | 27,8  | Σ | 1.301,4 |
|                        |       |       |      |       |       |       |       |       |      |      |      |       |   |         |
| Sonnenstunden (h/d)    | 3,2   | 3,3   | 4,0  | 5,0   | 5,6   | 5,4   | 7,1   | 7,0   | 5,7  | 5,0  | 4,6  | 3,9   | ⌀ | 5       |
|                        |       |       |      |       |       |       |       |       |      |      |      |       |   |         |
| Regentage (d)          | 9,2   | 10,1  | 12,7 | 12,1  | 12,4  | 11,9  | 11,1  | 9,6   | 7,5  | 7,9  | 8,6  | 6,7   | Σ | 119,8   |
|                        |       |       |      |       |       |       |       |       |      |      |      |       |   |         |
| Luftfeuchtigkeit (%)   | 76    | 76    | 75   | 74    | 74    | 78    | 76    | 77    | 75   | 75   | 76   | 74    | ⌀ | 75,5    |

| 1,0 |

| 3,5 |

| 7,5 |

| 13,6 |

| 18,8 |

| 22,9 |

| 26,1 |

| 25,2 |

| 20,7 |

| 14,8 |

| 8,3 |

| 2,9 |

| 1,0 |

| 3,5 |

| 7,5 |

| 13,6 |

| 18,8 |

| 22,9 |

| 26,1 |

| 25,2 |

| 20,7 |

| 14,8 |

| 8,3 |

| 2,9 |

## Bevölkerung
Beim Zensus im Jahre 2000 wurden in Wuhan 8.312.700 Einwohner gezählt, die sich wie folgt auf die einzelnen Ethnien aufgliedern:
| Name des Volkes | Einwohner | Anteil  |
| --------------- | --------- | ------- |
| Han             | 8.258.221 | 99,34 % |
| Hui             | 20.595    | 0,25 %  |
| Tujia           | 13.613    | 0,16 %  |
| Manju           | 4.745     | 0,06 %  |
| Zhuang          | 4.147     | 0,05 %  |
| Mongolen        | 2.709     | 0,03 %  |
| Miao            | 2.581     | 0,03 %  |
| Dong            | 929       | 0,01 %  |
| Yao             | 744       | 0,01 %  |
| Koreaner        | 694       | 0,01 %  |
| Yi              | 617       | 0,01 %  |
| Sonstige        | 3.105     | 0,04 %  |

Bevölkerungsentwicklung der Agglomeration
Die Bevölkerung der städtischen Agglomeration Wuhan wuchs in den letzten Jahren rasant an. 2035 soll sie über 10 Millionen Einwohner haben.
| Jahr | Einwohnerzahl |
| ---- | ------------- |
| 1950 | 1.068.000     |
| 1960 | 1.653.000     |
| 1970 | 2.039.000     |
| 1980 | 2.516.000     |
| 1990 | 3.417.000     |
| 2000 | 6.638.000     |
| 2010 | 7.515.000     |
| 2017 | 8.090.000     |

## Geschichte

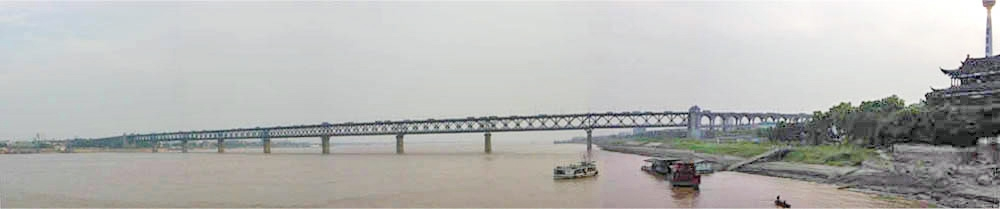
Die 1955 bis 1957 erbaute „Erste Brücke“ über den Jangtsekiang in Wuhan

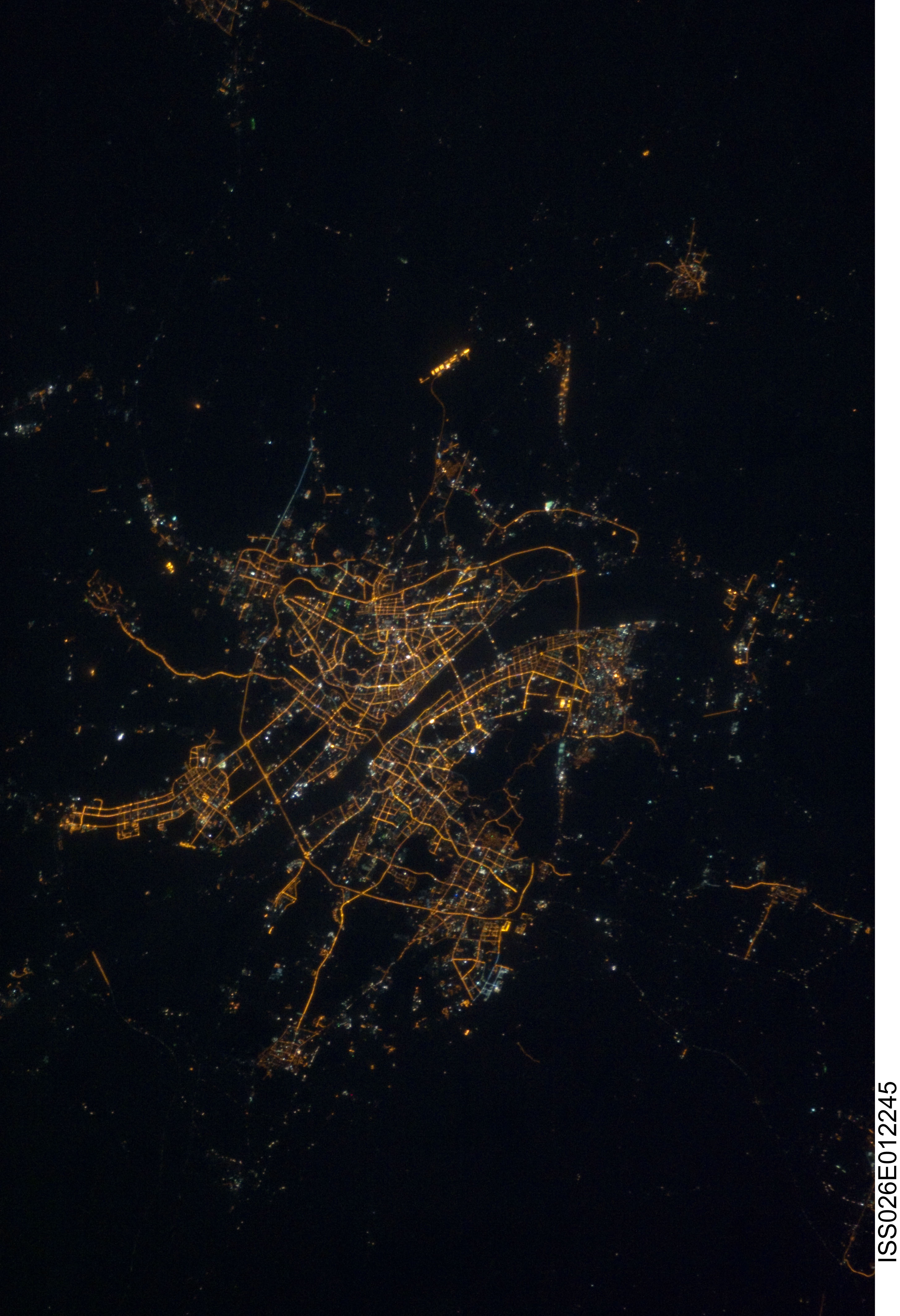
Wuhan bei Nacht von der ISS fotografiert, 2010

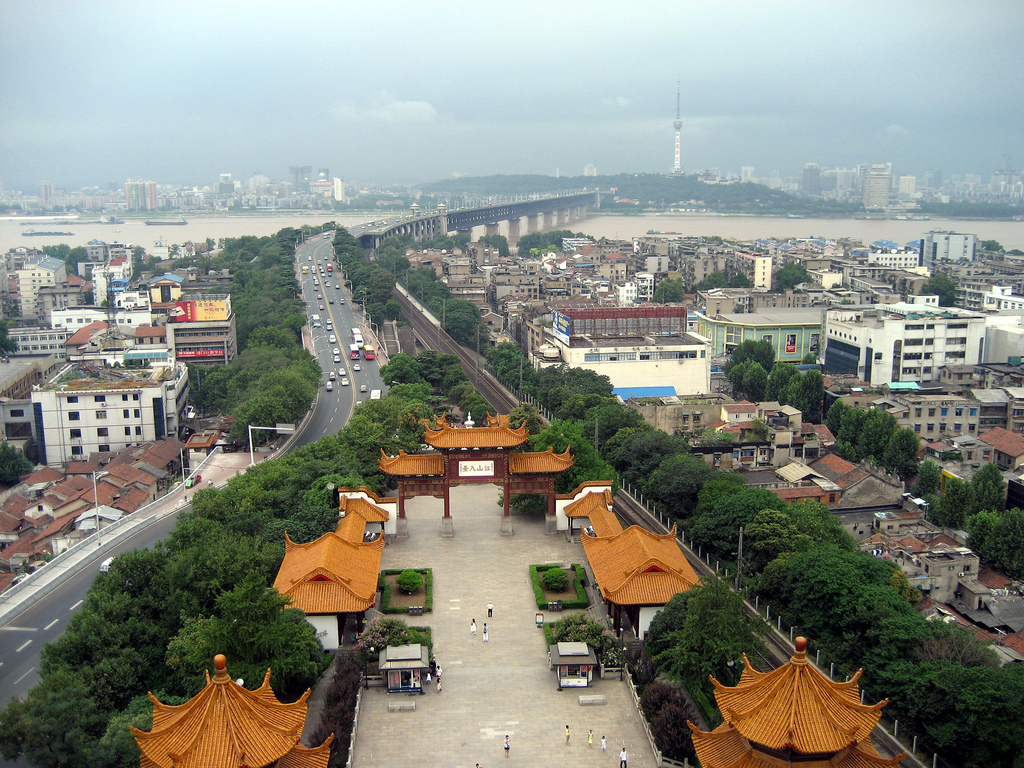
Brücke über den Jangtsekiang in Wuhan

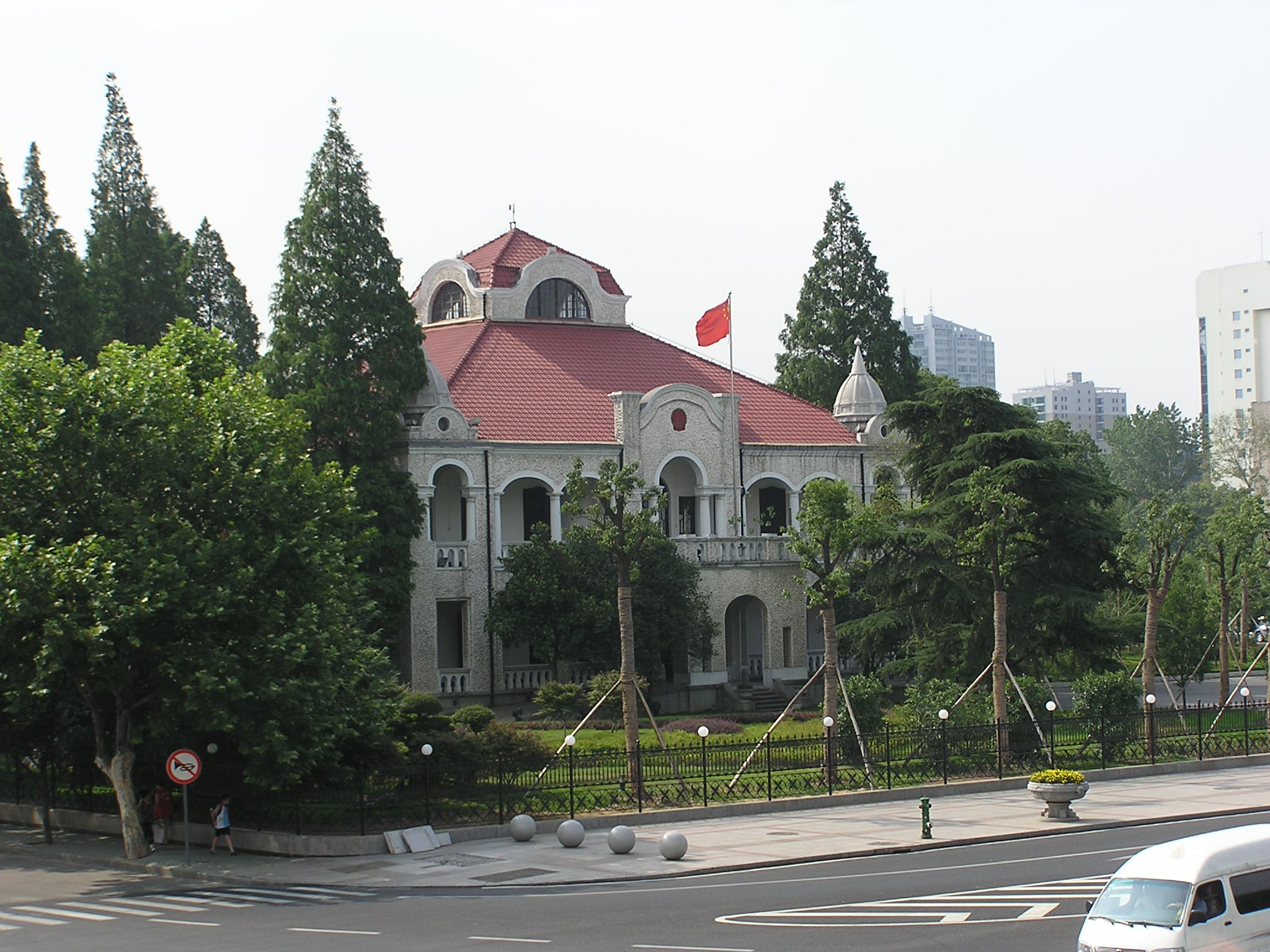
Gebäude des 1895 erbauten früheren kaiserlich-deutschen Konsulats von Hankou, heute Sitz der Volksregierung von Wuhan

Die Region Wuhan wurde vor etwa 3000 Jahren erstmals besiedelt. Während der Han-Dynastie stieg die Bedeutung Hanyangs als Hafen. Im 3. Jahrhundert wurden Mauern zum Schutz von Hanyang (206 n. Chr.) und Wuchang (223 n. Chr.) gebaut. Letzteres bezeichnet auch die Gründung von Wuhan.
Im Jahre 223 wurde der „Gelbe-Kranich-Turm“ (黃鶴樓 / 黄鹤楼,  Huánghèlóu) am Jangtsekiang auf der Seite Wuchangs errichtet.
Möglicherweise ist der Schwarze Tod im 14. Jahrhundert in Wuhan als erstes ausgebrochen.
Unter der mongolischen Herrschaft (Yuan-Dynastie) wurde Wuchang in den Rang einer Provinzhauptstadt erhoben. Vor ungefähr 300 Jahren war Hankou schließlich eine der vier wichtigsten Handelsstädte des Landes.
Ähnlich wie in Shanghai gab es im Stadtteil Hankou bis Mitte der 1930er Jahre europäische Handelsstützpunkte (Konzessionsgebiete), weshalb noch viel Kolonialarchitektur erhalten ist wie z. B. das kaiserlich deutsche Konsulat. 1894 werde hier ein modernes Eisen- und Stahlwerk von Chinesen gegründet, nach dem Vorbild kleinerer ausländischer Werke.
Wuchang und Hankou spielten in der jüngeren Geschichte des Landes, der Zeit der Republik China, mehrmals eine zentrale Rolle. In Wuchang begann 1911 mit dem republikanischen Aufstand gegen die kaiserliche Zentralregierung in Peking die Chinesische Revolution. Der Kuomintang-Gründer Sun Yat-sen wurde zum ersten (provisorischen) Präsidenten ausgerufen, überließ aber die Führung Pekings Armeechef Yuan Shikai, nach dessen Tod Wuchang und Hankou an die Chili-Fraktion der Nördlichen Militaristen fiel. Ihr General Wu Peifu beherrschte von Hankou die Bahnlinie nach Peking und ließ 1923 einen kommunistischen Bahnarbeiteraufstand zusammenschießen.
Doch schon 1926 eroberte eine Einheitsfront aus Kuomintang, Kommunisten und Guangxi-Warlords die Stadt und verlegte ihre südliche Gegenregierung nach Wuhan. Nach der Eroberung Nanjings brach die Einheitsfront 1927 auseinander, Chiang Kai-shek bildete aus rechten Kuomintang eine Nationalregierung in Nanjing, linke Kuomintang unter Wang Jingwei dagegen zusammen mit den Kommunisten eine Revolutionsregierung in Wuhan. Chiang unterwarf zwar sowohl Peking als auch Wuhan, wurde aber von der japanischen Armee 1937 aus Nanjing vertrieben. Stattdessen wurde Hankou Chiangs Regierungssitz und faktische Hauptstadt Chinas, 1938 aber nach der mehrmonatigen Schlacht um Wuhan ebenfalls von Japanern erobert. Von 1938 bis 1945 war Chongqing (Nachbarprovinz Sichuan) Chiangs Hauptstadt.
Das heutige Wuhan entstand 1953 durch den Zusammenschluss von Wuchang, Hankou und Hanyang. Heute ist Wuhan nach Chongqing die zweitgrößte Stadt im Binnenland der VR China.
2017 wurde in Wuhan für 44 Millionen US-Dollar (300 Millionen Yuan) ein Biolabor für Forschungen an gefährlichsten Krankheitserregern (BSL-4) fertiggestellt.
Die weltweit ersten bestätigten Fälle von Menschen, die sich mit dem Coronavirus SARS-CoV-2 infizierten und daran erkrankten, stammten aus Wuhan. Ende November 2019 traten dort die ersten Fälle einer unbekannten Lungenerkrankung auf. Von Wuhan aus verbreitete sich das Virus binnen Monaten in der ganzen Welt. Am 23. Januar 2020 wurde die Stadt aufgrund der COVID-19-Pandemie unter Quarantäne gestellt. Der Flughafen und die Bahnhöfe wurden geschlossen, der Nahverkehr eingestellt und Ausgangssperren verhängt, Bewohner durften die Stadt nicht mehr verlassen. Am 7. April 2020 wurde die Ausgangssperre aufgehoben.

## Wirtschaft
Laut einer Studie aus dem Jahr 2014 erwirtschafte Wuhan ein Bruttoinlandsprodukt von 231,55 Milliarden US-Dollar in Kaufkraftparität. In der Rangliste der wirtschaftsstärksten Metropolregionen weltweit belegte sie damit den 45. Platz. Als ein unabhängiges Land gezählt wäre sie damit unter den 50 größten Volkswirtschaften der Welt. Das BIP pro Kopf liegt bei 22.724 US-Dollar. Im Wohlstandsniveau liegt Wuhan damit im Mittelfeld unter den chinesischen Städten.
Die Stadt ist der industrielle Schwerpunkt Mittelchinas und hat die für chinesische Millionenstädte typische Mischung aus Produktionsbetrieben vieler Branchen, u. a. Motoren-, Schiffs-, Fahrzeug- und Maschinenbau, Zementfabriken, Textilwerke, chemische Werke, Papierherstellung, ein Aluminiumwerk sowie eine Brauerei nach deutschem Vorbild. Ein deutlicher Schwerpunkt ist die Eisenherstellung (aus heimischen Erzen und Kohle) sowie die Stahlindustrie mit mehreren Walzwerken. So wurde u. a. mit Hilfe deutscher Fachleute aus der Partnerstadt Duisburg ein Kaltwalzwerk errichtet.

## Verkehr
Wuhan liegt fast genau in der Mitte zwischen den großen Räumen Peking im Norden und Guangzhou (Kanton), Shenzhen und Hongkong im Süden, sowie Shanghai im Osten und Chongqing im Westen. In alle diese Richtungen bestehen durchgehende Autobahnen, die sich hier treffen.
Traditionell ist der hier rund 1250 Meter breite Jangtsekiang die Lebensader für Schwer- und Massentransporte. Der Wuhaner Hafen ist der größte Binnenwasserhafen Chinas, da der Fluss bis hierher auch für Seeschiffe schiffbar ist. Hier befindet sich auch eine Werft, die militärische U-Boote (Yuan-Klasse) baut.
Wuhan hat sieben Brücken und einen Tunnel, welche den Jangtsekiang queren. Die Erste-Jangtse-Brücke in Wuhan wurde im Jahre 1957 mit Unterstützung der Sowjetunion gebaut und erlaubte erstmals eine Eisenbahnverbindung zwischen der Nord- und der Südhälfte der Volksrepublik. Sie ist bis heute eine eindrucksvolle Konstruktion mit unterer Bahnlinie und obenliegender Straße. 1995 wurde die zweite Straßenbrücke (eine Schrägseilbrücke) eröffnet. 2009 wurde für die Schnellfahrstrecke Peking–Guangzhou eine weitere kombinierte Eisenbahn- und Straßenbrücke eröffnet.
Im Dezember 2009 wurde Wuhan Endpunkt der Schnellfahrstrecke Peking–Hongkong, der zu diesem Zeitpunkt schnellsten Eisenbahnverbindung der Welt, nach Guangzhou. Die Strecke wurde im Herbst 2012 bis Shijiazhuang verlängert und erreichte Peking Ende 2012.
Inzwischen gibt es eine Eisenbahnverbindung für regelmäßige Containerverkehre zwischen Duisburg und Wuhan.
Der Flughafen „Wuhan Tianhe International Airport“ gehört zu den mittelgroßen Airports Chinas und liegt rund 28 Kilometer nordwestlich der Stadt. Sein Flugplan weist ganz überwiegend binnenländische Flüge aus, dazu kommen einige Direktverbindungen zu ostasiatischen und indischen Zielen. Fernflüge nach Europa werden meist über Zubringer zu/von den Luftfahrt-Drehkreuzen Peking, Shanghai und Hongkong abgewickelt. Ein zweites Terminal wurde 2008 eröffnet; da jedoch z. Zt. nur eine Startbahn vorhanden ist, ist die Kapazität der Anlage nahezu ausgeschöpft.
Der innerstädtische Verkehr leidet enorm unter der Last einer zu schnellen Motorisierung: Immer neue Straßenprojekte, sowohl als breite Durchbrüche in den alten Siedlungskernen als auch als neue Ring- und Zubringerstraßen in die neuen Stadtteile am Rande sollen Abhilfe schaffen.

Metronetz

Mit der Wuhan Metro wurde 2004 eine U-Bahn eröffnet und seitdem rasant ausgebaut. Ende des Jahres 2022 umfasste das Netz 11 Linien und 460 Kilometer Streckenlänge. Das U-Bahn-Netz wird von zwei getrennten Straßenbahnnetzen ergänzt, welche sich im Stadtbezirk Hanyang im Westen der Stadt, wo derzeit eine Linie existiert und ein Ausbau auf bis zu vierzehn Linien geplant ist, und im Stadtteil Guanggu im Südosten der Stadt, wo derzeit zwei Linien existieren, befinden. Darüber hinaus steht ebenfalls in Guanggu derzeit eine Hängebahn zwischen Jiufeng und Longquan kurz vor der Eröffnung.

## Bildungswesen und Wissenschaft
Neben der im Jahr 1903 zunächst als Lehrerakademie gegründeten Wuhan-Universität beherbergt die Stadt noch zwanzig weitere Universitäten und Hochschulen, die sich z. T. auf neu angelegten Campus in landschaftlich schöner Lage eingerichtet haben. Fachrichtungen wie z. B. Vermessungswesen und Geographie, Medizin, Wasserwirtschaft, Metallurgie, Geologie und Baustoffwesen sind abgedeckt und werden meist durch eine dazugehörige Forschungslandschaft und neue Technologieparks ergänzt.
Die Wuhan-Universität mit dem landschaftlich parkartigen, an großen Wasserflächen liegenden Campus gilt als eine der renommierten Universitäten Chinas.
Daneben sind in Wuhan weitere Forschungseinrichtungen angesiedelt wie das Institut für Virologie Wuhan.

## Sehenswürdigkeiten

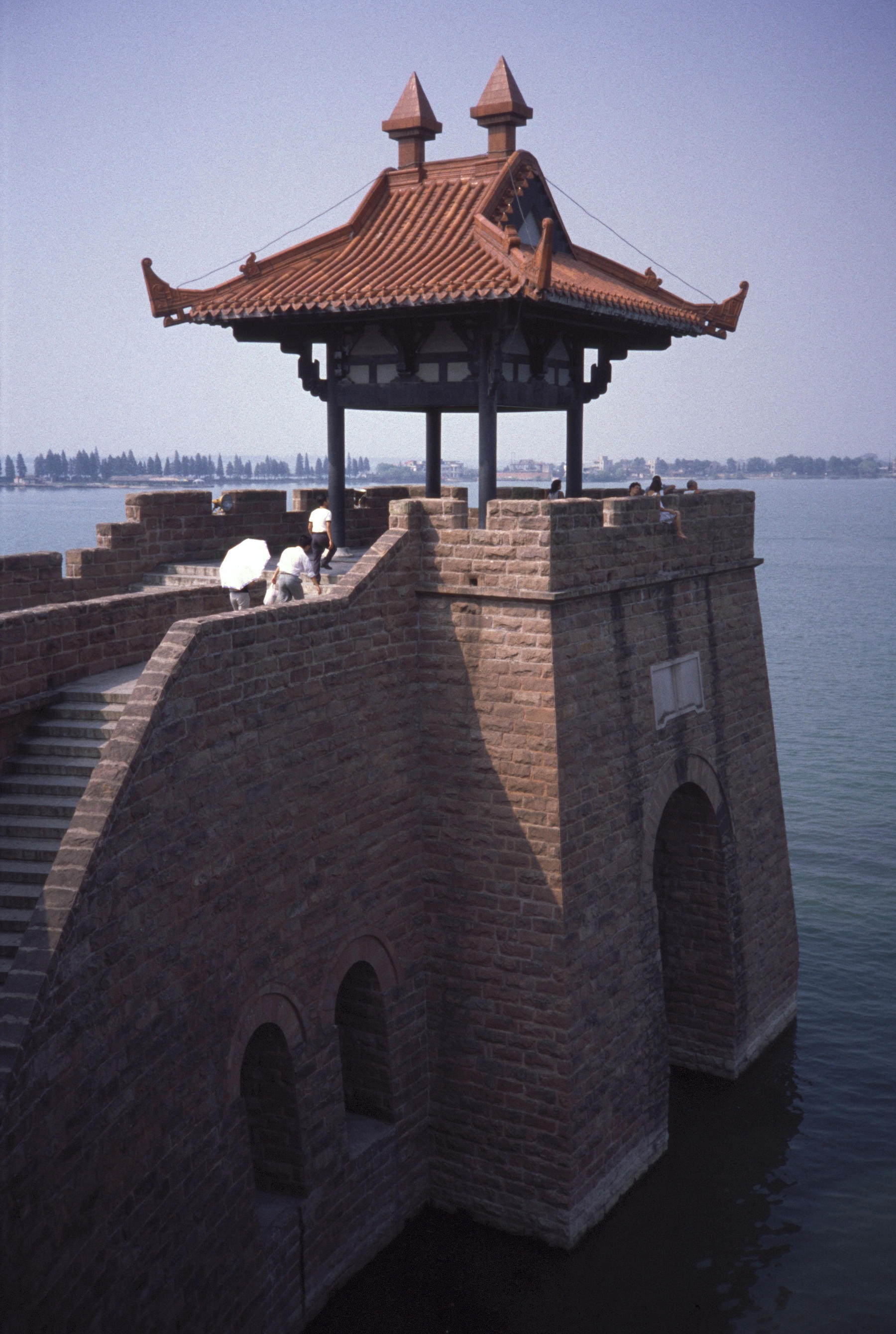
„Chu Town“ am Dong Hu („Ost-See“)

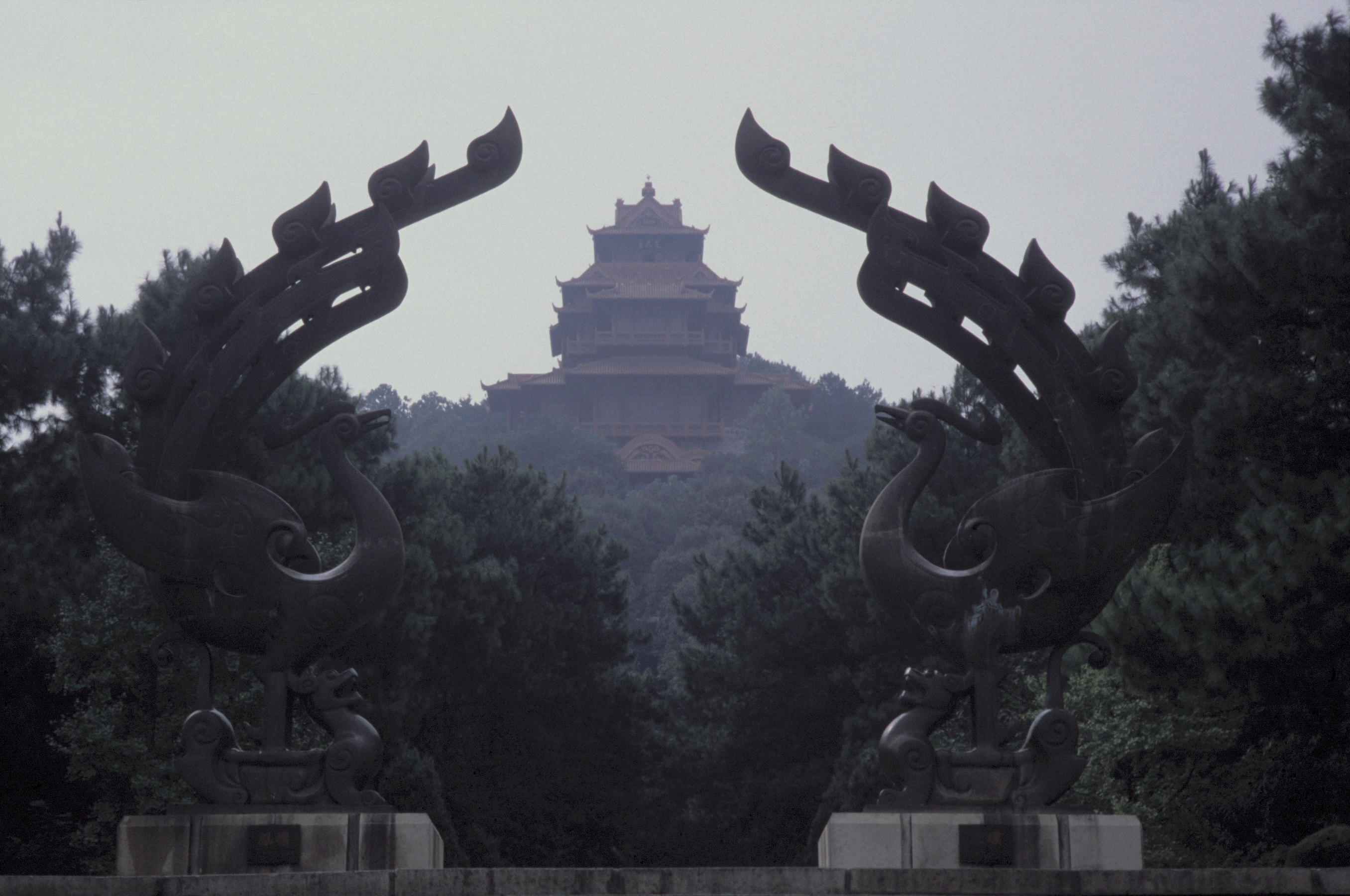
Chu Tiantai

- Eine der wohl wichtigsten Sehenswürdigkeiten in Wuhan ist die Kranichpagode.
- Der Wuhan Changchun Guan ist ein daoistischer Tempel im Stadtbezirk Wuchang.
- Des Weiteren befindet sich am westlichen Ufer des Dong Hu (東湖 / 东湖,  Dōng Hú – „Ostsee“) viele touristische Attraktionen. Eine davon ist das Hubei Provinzmuseum, in dem man sehr viele Ausgrabungsstücke aus alten Gräbern und auch ein einzigartiges Glockenspiel für Konzerte bewundern kann. Außerdem befinden sich am Westufer Parks, ein Vogelzoo sowie ein Ozeaneum.
- Auf der Jiqing-Straße (吉慶街 / 吉庆街,  Jíqìngjiē) lassen sich viele Restaurants und Straßenkünstler finden.
- Auf dem Schildkrötenberg befindet sich der 311 Meter hohe Fernsehturm Guishan mit Aussichtsplattform.
- Der Wasserpark Maya Beach Wuhan ist eins der größten Freibäder der Volksrepublik China.
- Höchstes Gebäude der Stadt mit 438 Metern ist das 2019 fertiggestellte Wuhan Center.
- Die Kirche des hl. Alexander Newski ist das älteste orthodoxe Kirchengebäude in der Volksrepublik China.[20]
- Yuexiu Fortune Center Tower 1
- Das Han Show Theatre wurde 2014 errichtet.

## Trivia
- Der am 13. November 1980 entdeckte Asteroid (3206) Wuhan trägt seit 1990 den Namen der Stadt.[21]
- Im Rahmen einer chinesischen Kunstausstellung an Rhein und Ruhr wurde der Triebzug 75 der Baureihe 422 der S-Bahn Rhein-Ruhr auf den Namen der Stadt getauft.[22]

## Städtepartnerschaften
- Arnheim, Niederlande, seit 1999, gekündigt von Arnheim 2021[23]
- Bordeaux, Frankreich, seit 1998
- Cheongju, Südkorea, seit 2000
- Duisburg, Deutschland, seit 1982
- Galați, Rumänien, seit 1987
- Győr, Ungarn, seit 1995
- Houston, USA, seit 2016
- Khartum, Sudan, seit 1995
- Kiew, Ukraine, seit 1990
- Kópavogur, Island, seit 2007
- Manchester, Vereinigtes Königreich, seit 1986
- Markham (Ontario), Kanada, seit 2006
- Ōita, Japan, seit 1979
- Pittsburgh, USA, seit 1982
- St. Pölten, Österreich, seit 2005
- Sydney, Australien, seit 2015
- Tijuana, Mexiko, seit 2013

Städtefreundschaft:
- Christchurch, Neuseeland, seit 2006[24]

## Konsularische Einrichtungen
Länder, die ein Konsulat in Wuhan eröffnet haben:
- Vereinigte Staaten, Abkommen seit 1981, Eröffnung seit 2008
- Frankreich, Abkommen seit 1998, Eröffnung seit 1998
- Südkorea, Abkommen seit 2009, Eröffnung seit 2010
- Vereinigtes Königreich, Abkommen seit 2014, Eröffnung seit 2015

Länder, die ein Konsulat in Wuhan eröffnen wollen:
- Japan, Absicht einer Eröffnung[25]
- Russland, Abkommen seit 2015, Eröffnung unbekannt[26]

## Persönlichkeiten

### Söhne und Töchter der Stadt
- Heinrich Röhreke (1910–2001), deutscher Diplomat
- Hao Yichun (1920–2001), Paläontologin und Hochschullehrerin
- Chiang C. Mei (* 1935), US-amerikanischer Bauingenieur und Hochschullehrer
- Wu Yi (* 1938), Politikerin
- Li Ronghua (* 1956), Steuerfrau im Rudern
- Wang Du (* 1956), Künstler
- Cao Dan (* 1960), Maler
- Ping Qiu (* 1961), Künstlerin
- Tian Bingyi (* 1963), Badmintonspieler
- Xiaodong Wang (* 1963), US-amerikanischer Biochemiker und Molekularbiologe
- Zeng Fanzhi (* 1964), Maler
- Xu Fan (* 1967), Schauspielerin
- Qiao Hong (* 1968), Tischtennisspielerin und fünfmalige Weltmeisterin
- Chen Jing (* 1968), Tischtennisspielerin
- Huang Liping (* 1972), Turner
- Xiao Hailiang (* 1977), Wasserspringer
- Yao Jie (* 1977), Badmintonspielerin
- Fu Mingxia (* 1978), Wasserspringerin
- Gao Ling (* 1979), Badmintonspielerin und Olympiasiegerin
- Li Ting (* 1980), Tennisspielerin
- Li Na (* 1982), Tennisspielerin
- Hu Jia (* 1983), Wasserspringer
- Li Li (* 1983), Badmintonspielerin
- Jinjin Harder (* 1984), Reality-TV-Darstellerin
- Hao Junmin (* 1987), Fußballspieler
- Liu Yifei (* 1987), Schauspielerin und Sängerin
- Luo Xi (* 1987), Synchronschwimmerin
- Fu Mingtian (* 1990), singapurische Badmintonspielerin
- Wu Di (* 1991), Tennisspieler
- Zhang Xizhe (* 1991), Fußballspieler
- Tian Tao (* 1994), Gewichtheber
- Wang Shuang (* 1995), Fußballspielerin
- Yin Chengxin (* 1995), Synchronschwimmerin
- Guo Shanshan (* 1996), Tennisspielerin
- Zhang Rui (* 1997), Tischtennisspielerin
- Han Jiangxue (* 2001), Tennisspielerin
- Zheng Qinwen (* 2002), Tennisspielerin

### Ehrenbürger
- Werner Gerich (1919–2003), deutscher Ingenieur